# Vito Leccese
Vito Leccese (Bari, 2 agosto 1962) è un politico italiano, dal 9 luglio 2024 sindaco di Bari e dell'omonima città metropolitana.

## Biografia
Ha conseguito la laurea con lode in scienze politiche - indirizzo politico internazionale - presso l'Università di Bari e nel 2006 ha completato il corso di perfezionamento in "Politiche europee per lo sviluppo impresa sociale ed economia solidale".

### Impegno politico
Alle elezioni amministrative del 1985 si candida al consiglio comunale di Bari, per la Lista Verde (lista alternativa al sistema dei partiti), risultando eletto consigliere comunale a soli 22 anni. In questa veste si fa portavoce delle istanze ambientaliste e pacifiste, per la difesa delle ville storiche della città e contro la realizzazione del nuovo stadio San Nicola. È stato anche presidente della sezione barese di Legambiente.
Nel 1986 a Finale Ligure sottoscrive l'atto costitutivo della Federazione delle Liste Verdi e l'anno successivo è impegnato nella vittoriosa campagna referendaria sul nucleare. La visibilità acquisita in occasione del referendum è la premessa per l'ingresso dei Verdi nella giunta comunale - per la prima volta in Italia - guidata da Enrico Dalfino, nella quale Leccese è assessore. L'intensa esperienza amministrativa si intreccia con l'improvviso manifestarsi del fenomeno dell'immigrazione albanese in Italia, in particolare con l'arrivo della nave nave Vlora a Bari, nell'agosto 1991. Leccese siede in consiglio comunale anche negli anni 1991, 1992 e 1995.

### Elezione a deputato
Alle elezioni politiche del 1992 Leccese viene candidato alla Camera dei deputati, tra le liste dei Verdi nella circoscrizione Bari-Foggia, venendo eletto deputato con oltre 5 000 preferenze, a soli 29 anni. Nel corso della XI legislatura fa parte della 7ª Commissione Cultura, scienza e istruzione, della Commissione parlamentare antimafia e della Delegazione italiana presso le assemblee parlamentari del Consiglio d'Europa e della UEO.
L'amicizia con Emilio Solfrizzi e Antonio Stornaiolo, componenti dell'emergente duo comico barese Toti e Tata, fornisce a Leccese l'opportunità di un cameo nella parte di se stesso nella sit com Filomena Coza Depurada, che riscuote successo nelle televisioni locali. 
Dopo lo scioglimento delle Camere, che sancisce il tramonto della cosiddetta prima repubblica, si ricandida alla Camera, in uno scenario politico radicalmente cambiato e con una nuova legge elettorale, nel collegio uninominale 20 di Bari città, trovandosi a sfidare l'esperto Giuseppe Tatarella, tra i leader della nascente coalizione di centro-destra. La competizione elettorale così squilibrata - per la quale Toti e Tata lanciano lo slogan "Mentre gli altri sfilano gli assi, noi ci giochiamo il due di coppe" - non ha successo, ma richiama l'attenzione dei media nazionali: Claudio Fava, autore di Sud, un reportage nelle città del Mezzogiorno d'Italia che un tempo erano stati feudi democristiani, Vito Leccese “scuro e riccio come un pescatore di Tunisi” èè il narratore-protagonista per la città di Bari.
Alle elezioni regionali in Puglia e amministrative del 1995 Leccese viene eletto sia consigliere regionale che comunale, per poi mantenere gli incarichi fino al 1996.

### Rielezione alla Camera
Alle elezioni politiche del 1996 vince, per l'Ulivo, nel collegio elettorale della Camera Gioia-Putignano. A Montecitorio è vicepresidente della commissione Affari esteri e comunitari, occupandosi di politica estera, tutela dei diritti umani e garanzie democratiche, e svolgendo alcune missioni da "osservatore internazionale" in zone di conflitto in Bosnia, in Albania, in Serbia, in Turchia e in Iraq.
Nell'aprile 1998, dopo undici giorni di sciopero della fame per esprimere solidarietà a Dino Frisullo, pacifista italiano ingiustamente detenuto in Turchia, viene inviato a Diyarbakir, città della Turchia centrale, a maggioranza curda, dal presidente della Camera Luciano Violante come osservatore nel processo al pacifista. Il 28 aprile riporta in Italia Dino Frisullo dalla Turchia.
Dal 22 luglio 1999 al 17 novembre 2000 è stato assessore nella giunta provinciale di Bari presieduta dal popolare Marcello Vernola.
Alle elezioni politiche del 2001, deluso per la sconfitta elettorale nel collegio 21 della Camera (Bari - Mola di Bari) e in contrasto con la nuova leadership di Alfonso Pecoraro Scanio nei Verdi, si allontana dalla politica.

### Attività successiva
Cessata l'attività politica diretta, Leccese ha ricoperto diversi incarichi manageriali nelle istituzioni.
Dal 2003 al 2004 ha seguito per conto della Fiera del Levante le iniziative relative alla costituzione del segretariato del Corridoio paneuropeo VIII.
Dal 2004 al 2006 è stato capo di gabinetto del rettore dell'Università degli Studi di Bari Giovanni Girone.
Dal 2007 al 2009 e dal 2014 al 31 dicembre 2023 è stato capo di gabinetto del Comune di Bari, per il quale dal 2009 al 2014 è stato anche direttore generale. È stato componente del Collegio di indirizzo e controllo dell'Agenzia per la rappresentanza negoziale delle pubbliche amministrazioni (ARAN).
È autore di numerosi articoli apparsi sui quotidiani relativi alle tematiche dell'internazionalizzazione e della cooperazione transfrontaliera. Ha curato il capitolo sulle Politiche di cooperazione nel volume Transizione nei Balcani e reti transadriatiche. Il valore della prossimità edito da Cacucci Editore – Bari.

### Sindaco di Bari
Alle elezioni amministrative del 2024 si candida a sindaco di Bari, sostenuto da una coalizione di centro-sinistra formata da Partito Democratico, Decaro per Bari, Con Leccese Sindaco, Leccese Sindaco (che include candidati di Socialdemocrazia), Progetto Bari, Noi Popolari ed Europa Verde, dove raccoglie il 48,02% dei voti al primo turno, contro il 29,12% del candidato del centro-destra Fabio Romito e il 21,75% del Michele Laforgia candidato del Movimento 5 Stelle. Al secondo turno Leccese, raccogliendo il 70,27%, viene eletto sindaco del capoluogo pugliese sconfiggendo il candidato del centro-destra Romito, fermo al 29,73%.
Il suo mandato inizia ufficialmente il 9 luglio 2024, quando viene proclamato sindaco dalla commissione elettorale comunale e riceve il passaggio di consegne dal suo predecessore Antonio Decaro.